# Dysdera longibulbis
Dysdera longibulbis là một loài nhện trong họ Dysderidae.
Loài này thuộc chi Dysdera. Dysdera longibulbis được J. Denis miêu tả năm 1962.